# Ćukovac (Bojnik)
Pour les articles homonymes, voir Ćukovac.
Ćukovac (en serbe cyrillique : Ћуковац) est un village de Serbie situé dans la municipalité de Bojnik, district de Jablanica. Au recensement de 2011, il comptait 73 habitants.

## Démographie
| 1948 | 1953 | 1961 | 1971 | 1981 | 1991 | 2002 | 2011 |
| ---- | ---- | ---- | ---- | ---- | ---- | ---- | ---- |
| 404  | 386  | 317  | 218  | 194  | 127  | 122  | 73   |

|  |